# Encyclopædia Britannica, Inc.

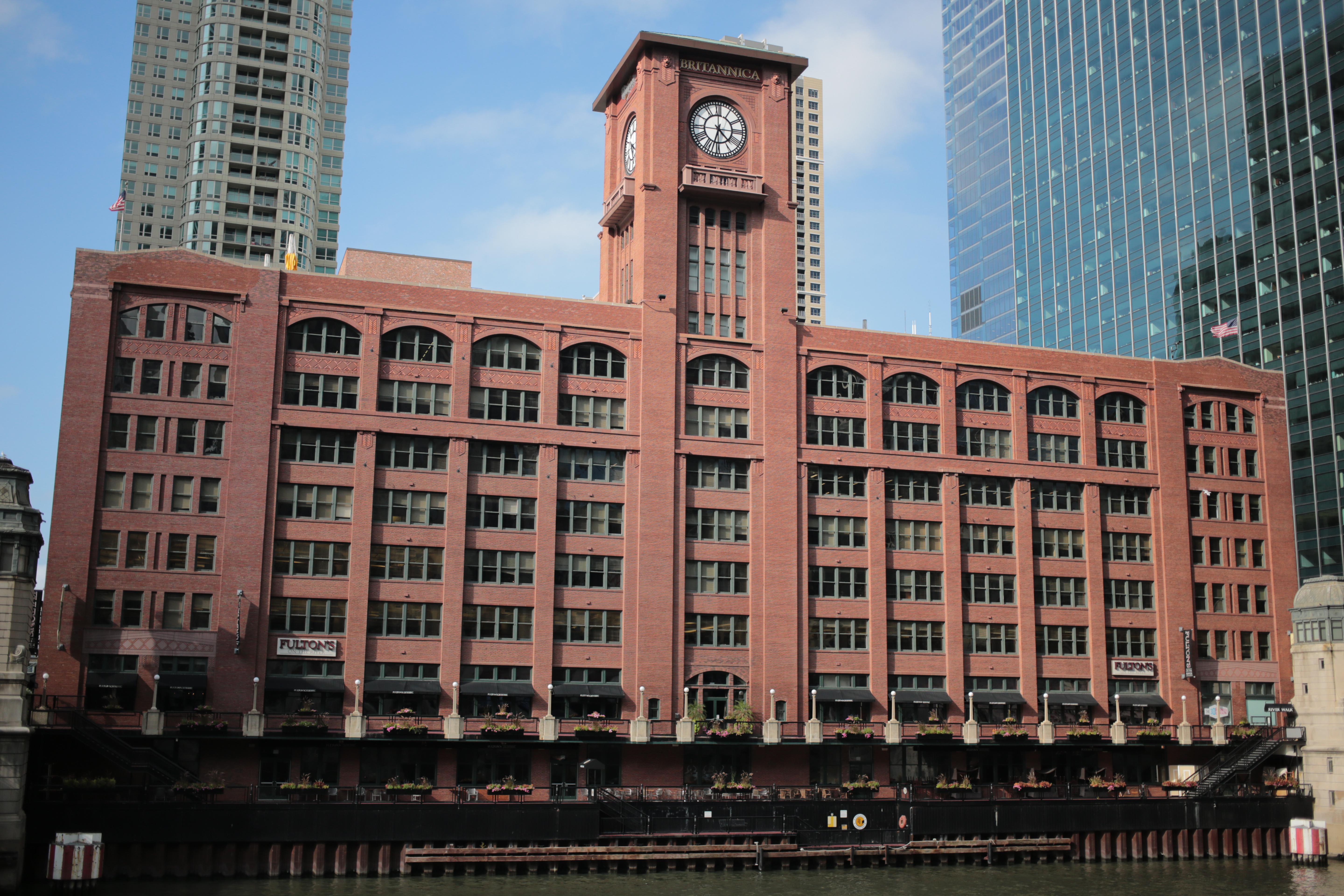
Blick auf den gegenwärtigen Sitz der Encyclopædia Britannica, Inc. in Chicago

Die Encyclopædia Britannica, Inc. ist ein in Schottland gegründetes, heute US-amerikanisches Verlagsunternehmen, das vor allem für die Veröffentlichung der Encyclopædia Britannica bekannt ist, der weltweit ältesten kontinuierlich veröffentlichten Enzyklopädie.

## Anfänge
Das Vorgängerunternehmen der Encyclopædia Britannica, Inc. wurde im 18. Jahrhundert von dem Drucker Colin Macfarquhar und dem Graveur Andrew Bell in Edinburgh gegründet. In der Atmosphäre der schottischen Aufklärung wollten beide eine Enzyklopädie schaffen, die den neuen Geist der Gelehrsamkeit zum Ausdruck bringen sollte. Als Herausgeber des Werkes gewannen sie den Naturforscher und Enzyklopädisten William Smellie.
Die erste Auflage der Enzyklopädie erschien ab 1768 in wöchentlichen Lieferungen und wurde 1771 zu drei Bänden zusammengefasst, die nach ihrem Erscheinen schnell ausverkauft waren. Von diesem Erfolg ermutigt, erschien die zweite Auflage des Werkes zwischen 1777 und 1784 schon mit zehn Bänden. Das Ansehen der Enzyklopädie wuchs während der Veröffentlichung ihrer folgenden Auflagen immer mehr. Führende Gelehrte ihrer Zeit begannen in den Jahren 1815 bis 1824 mit ihrer Mitarbeit, darunter Sir Walter Scott, Thomas Malthus, David Ricardo, James Mill und Thomas Young.
Im Jahr 1826 kaufte die Londoner Firma A & C Black die Enzyklopädie. Um 1870 zog der Verlag von Edinburgh nach London um, wo die 9. bis 14. Auflage des Werkes herausgegeben wurde. Die Veröffentlichung der 9. Auflage erfolgte im Zeitraum von 1875 bis 1889. Die 11. Auflage, die unter Mitwirkung der Cambridge University entstand und bereits 29 Bände umfasste, erschien 1910/11.

## Ära Sears Roebuck
Im Jahr 1920 wurden die Marken- und Veröffentlichungsrechte an der Encyclopædia Britannica an das US-amerikanische Unternehmen Sears Roebuck verkauft. Die 12. Ausgabe der Enzyklopädie wurde 1921/22 veröffentlicht, die 13. Auflage im Jahr 1926. Eine gründlich überarbeitete 14. Auflage erschien 1929.
Mitte der 1930er Jahre wurde der Sitz des Unternehmens nach Chicago, Illinois verlegt. Auch wurden die Redaktionsmitarbeiter nach Fertigstellung einer neuen Auflage nicht mehr entlassen. Es arbeitete nun ein ständiges Redaktionsteam, um die schnelle Zunahme des Wissens in dieser Zeit in die Enzyklopädie einarbeiten zu können.
Ab 1932 startete der Verlag mit dem Haustürverkauf der Enzyklopädie, und ab 1936 wurde jährlich eine neue Ausgabe der Enzyklopädie veröffentlicht, die jeweils die neuesten Änderungen und Aktualisierungen enthielt.
1938 erschien zusätzlich zur Enzyklopädie die erste Ausgabe des Britannica Book of the Year. Dieser jährliche Ergänzungsband wird noch heute veröffentlicht.

## Ära William Benton
Die Marken- und Veröffentlichungsrechte gingen 1943 an den US-amerikanischen Politiker William Benton. Dieser veröffentlichte die Encyclopædia Britannica ab 1943 bis zu seinem Tod im Jahr 1973. Nach dem Tod seiner Witwe Helen Benton im Jahr 1974 führte die Benton Foundation die Encyclopædia Britannica weiter, bis das Unternehmen an Jacqui Safra verkauft wurde.
Im Jahr 1947 veröffentlichte die Encyclopædia Britannica, Inc. mit 10 Eventful Years ein Kompendium des Zweiten Weltkriegs in 4 Bänden. Im Jahr 1952 folgte das bahnbrechende Werk Great Books of the Western World, eine 54-bändige Zusammenstellung der – aus Sicht des Verlages – bedeutendsten Bücher der abendländischen Kultur.
Die Veröffentlichungsrechte an Compton’s Encyclopedia wurden 1961 von der Encyclopædia Britannica, Inc. erworben. Merriam-Webster Inc. ist seit 1964 ein Tochterunternehmen des Verlages.
Im Jahr 1974 kam die die erste Version der völlig überarbeiteten 15. Auflage der Encyclopædia Britannica mit insgesamt dreißig Bänden auf den Markt. Eine zweite Version dieser Auflage erschien ab 1985 mit zweiunddreißig Bänden.
Am 9. März 1976 untersagte die U.S. Federal Trade Commission der Encyclopædia Britannica, Inc. die Verwendung von a) betrügerischen Werbepraktiken bei der Rekrutierung von Verkaufsagenten und b) betrügerische Verkaufspraktiken beim Haustürverkauf seiner Handelsvertreter. 1996 wurde der Haustürverkauf komplett eingestellt.
1981 wurde die erste digitale Version der Encyclopædia Britannica für den Dienst LexisNexis erstellt und 1989 die erste multimediale CD-ROM-Enzyklopädie, Comptons MultiMedia Encyclopedia, veröffentlicht.
Bis in die 1990er Jahre produzierte die Encyclopædia Britannica, Inc. Enzyklopädien und andere Unterrichtsmaterialien in Japan, Korea, China, Taiwan, Italien, Frankreich, Spanien, Lateinamerika, der Türkei, Ungarn und Polen oder war an deren Erarbeitung beteiligt.
1994 entwickelte das Unternehmen Britannica Online, die erste Enzyklopädie für das Internet, die den gesamten Inhalt der Encyclopædia Britannica weltweit verfügbar machte. In diesem Jahr wurde auch die erste Version der Encyclopædia Britannica auf CD-ROM veröffentlicht.

## Ära Jacqui Safra
Nach schwindenden Umsätzen wurde die Encyclopædia Britannica, Inc. 1996 von Jacqui Safra, einem in der Schweiz ansässigen Finanzier, erworben, der das Unternehmen dadurch vor dem finanziellen Aus rettete. Unter der Führung von Safra hat das Unternehmen einige finanzielle Herausforderungen durchlaufen.
1999 gab das Unternehmen bekannt, dass der Zugang zu seiner Online-Enzyklopädie kostenlos angeboten wird. Seit Juli 2001 müssen für den Zugriff 50 US-Dollar bezahlt werden. Im Jahr 2002 führte das Unternehmen die Britannica Online School Edition ein, ein umfassendes Bildungsangebot speziell für Grund- und Sekundarschulen. Dieses wurde in den Jahren 2004 und 2005 umfangreich erweitert.
Im März 2012 kündigte die Encyclopædia Britannica, Inc. an, dass nach 244 Jahren und mehr als 7 Millionen verkauften Gesamtausgaben der Encyclopædia Britannica keine neuen Ausgaben mehr in Buchform erscheinen werden. Die letzte Druckversion war damit die 32-bändige und 129 Pfund schwere Ausgabe aus dem Jahre 2010. Neue Editionen werden seitdem ausschließlich online angeboten.